# موسى بيدج
موسى بيدج (بالفارسية: موسى بيدج) ( 1956 في كردستان ) مترجم وشاعر ومستشار إذاعي إيراني من أصول كردية، واستاذ الأدب العربي في جامعة طهران. يُعتبر صاحب مساهمة أساسية في وصل كلٍ من الأدب العربي والإيراني من خلال ترجمة قرابة 40 كتابًا من العربية إلى الفارسية والعكس. يترأس تحرير مجلة شيراز التي تصدر في طهران باللغة العربية وتعتبر نافذة للقارئ العربي على الأدب الإيراني الحديث.

## نشاطه العربي
- ألقى عدّة محاضرات في النادي الثقافي في مسقط وكان موضوع إحداها الشعر المُلمّع والتراث العربي.
- شارك في مهرجان المربد الشعري في بغداد 2018.[3]

### ترجماته إلى العربية
ترجم موسى قرابة 40 كتابًا من العربية إلى الفارسية ومنها
- ديوان السطور تغير أماكنها في الظلام للشاعر كروس عبدالملكيان.
- ديوان المرأة العمياء لمحمد زهري.
- ديوان سيدة في الريح ليد الله مفتون أميني.[4]

### مؤلفاته العربية
- ورقة بحثية بعنوان «طريق الحرير بين الثقافتين العربية والفارسية».[5]
- كتاب أنطولوجيا القصة الإيرانية الحديثة.[6]

## انظر ايضًا
- سهراب سبهري.
- أحمد شاملو.
- فروغ فرخزاد.